# Chérif Traorè
Chérif Traorè (Kindia, 10 aprile 1994) è un rugbista a 15 italiano di origine guineana, pilone.

## Biografia
Nato a Kindia in Guinea, ma giunto in Italia a 7 anni con la famiglia, Traorè è cresciuto a Parma dove ha iniziato a giocare a rugby. Passato per le giovanili del Viadana è stato poi selezionato per l'Accademia Nazionale. Nel 2013 è stato ingaggiato dai I Cavalieri con cui ha fatto il suo esordio nel campionato italiano di Eccellenza e nella European Challenge Cup. Dopo una stagione a Prato è ritornato a Viadana dove ha giocato nel campionato 2014-2015.
Nel 2015 Traorè è stato ingaggiato dal Benetton Rugby con cui ha esordito nella competizione transnazionale del Pro12 e nella massima coppa europea.
Dopo una stagione in cui ha collezionato 9 presenze tra Pro12 e Champions Cup, nel dicembre del 2016 è stato fermato da un infortunio alla spalla che l'ha costretto a saltare gran parte della stagione agonistica. Rientrato dall'infortunio dopo un'operazione, nella stagione 2017-2018 ha aumentato il minutaggio pur partendo quasi sempre dalla panchina come cambio in prima linea e mettendo a segno la sua prima meta nel Pro14 contro i Southern Kings nella vittoriosa partita casalinga del 7 ottobre 2017. Nella stagione seguente, anche a seguito del suo esordio nella nazionale maggiore e pur limitato da un infortunio, si è confermato uno dei punti fissi della formazione veneta.
A 19 anni il giocatore parmense è entrato nel giro della Nazionale italiana Under-20 e ha partecipato al torneo Sei Nazioni nel 2013 e nel 2014 ed è stato convocato per le edizioni del campionato mondiale di categoria negli stessi anni.
Dopo aver partecipato agli allenamenti in vista del torneo Sei Nazioni 2018, Traorè è stato convocato dal commissario tecnico Conor O'Shea per la tournée estiva della Nazionale italiana in Giappone dove ha fatto il suo esordio in maglia azzurra sostituendo Andrea Lovotti nella vittoriosa sfida contro i padroni di casa del 16 giugno a Kōbe. Ha poi giocato anche i tutti i test match autunnali della Nazionale come cambio nel ruolo di pilone sinistro.